# Patrimoni dell'umanità del Kenya
I patrimoni dell'umanità del Kenya sono i siti dichiarati dall'UNESCO come patrimonio dell'umanità in Kenya, che è divenuto parte contraente della Convenzione sul patrimonio dell'umanità il 5 giugno 1991.
Al 2024 i siti iscritti nella Lista dei patrimoni dell'umanità sono otto, mentre ventuno sono le candidature per nuove iscrizioni. I primi due siti iscritti nella lista sono stati nel 1997 i Parchi nazionali del Lago Turkana e il Parco nazionale/foresta naturale del Monte Kenya durante la ventunesima sessione del comitato del patrimonio mondiale. Gli altri siti furono aggiunti nel 2001, 2008, 2011 (due), 2018 e 2024. Cinque siti sono considerati culturali, secondo i criteri di selezione, tre naturali. Un sito, i Parchi nazionali del Lago Turkana, è stato iscritto nella Lista dei patrimoni dell'umanità in pericolo dalla XLII sessione del Comitato per il patrimonio dell'umanità, il 28 giugno 2018, a causa dell'impatto sull'idrologia del bacino del lago Turkana determinato dalla costruzione della diga Gilgel Gibe III da parte dell'Etiopia.

## Siti del Patrimonio mondiale
| Foto | Sito                                               | Luogo                                                                                         | Tipo                          | Anno       | Descrizione |
| ---- | -------------------------------------------------- | --------------------------------------------------------------------------------------------- | ----------------------------- | ---------- | --- |
|      | Parchi nazionali del Lago Turkana                  | Contea di Marsabit, Contea di Turkana                                                         | Naturale (801; viii, x)       | 1997-2001  | Il più salino dei grandi laghi dell'Africa, il Turkana è un eccezionale laboratorio per lo studio delle comunità vegetali e animali. I tre parchi nazionali fungono da scalo per gli uccelli acquatici migratori e sono i principali luoghi di riproduzione del coccodrillo del Nilo, dell'ippopotamo e di una varietà di serpenti velenosi. I depositi di Koobi Fora, ricchi di mammiferi, molluschi e altri resti fossili, hanno contribuito alla comprensione dei paleoambienti più di qualsiasi altro sito del continente. |
|      | Parco nazionale/foresta naturale del Monte Kenya   | Contea di Embu, Contea di Kirinyaga, Contea di Meru, Contea di Nyeri, Contea di Tharaka-Nithi | Naturale (800; vii, ix)       | 1997-2013  | Con i suoi 5 199 m, il Monte Kenya è la seconda vetta più alta dell'Africa. Si tratta di un antico vulcano estinto, che durante il suo periodo di attività (3,1-2,6 milioni di anni fa) si pensa abbia raggiunto l'altitudine di 6 500 m. Ci sono 12 ghiacciai residui sulla montagna, tutti in rapido ritiro, e quattro picchi secondari che si trovano alla testa delle valli glaciali. Con le sue aspre cime ricoperte da ghiacciai e i pendii medi boscosi, il Monte Kenya è uno dei paesaggi più impressionanti dell'Africa orientale. L'evoluzione e l'ecologia della sua flora afroalpina forniscono un eccezionale esempio di processi ecologici e biologici. Attraverso la Zona di conservazione faunistica di Lewa e la Riserva forestale di Ngare Ndare, la proprietà comprende anche colline panoramiche più basse e habitat aridi di elevata biodiversità, situati nella zona di transizione ecologica tra l'ecosistema montano e le praterie semi-aride della savana. L'area si trova anche all'interno della tradizionale rotta migratoria della popolazione di elefanti africani. |
|      | Città vecchia di Lamu                              | Lamu                                                                                          | Culturale (1055; ii, iv, vi)  | 2001       | Il centro storico di Lamu è l'insediamento swahili più antico e meglio conservato dell'Africa orientale, che ha mantenuto le sue funzioni tradizionali. Costruita in pietra corallina e legno di mangrovie, la città è caratterizzata dalla semplicità delle forme strutturali arricchite da elementi come cortili interni, verande e porte in legno finemente intagliate. Lamu ha ospitato le principali feste religiose musulmane dal XIX secolo ed è diventata un importante centro per lo studio delle culture islamiche e swahili. |
|      | Foreste sacre kaya dei Mijikenda                   | Contea di Kilifi, Contea di Kwale                                                             | Culturale (1231; iii, v, vi)  | 2008       | Le foreste kaya dei Mijikenda sono costituite da 10 siti forestali separati distribuiti su circa 200 km lungo la costa contenenti i resti di numerosi villaggi fortificati, noti come kaya, del popolo Mijikenda. Le kaya, create a partire dal XVI secolo ma abbandonati negli anni '40, sono ora considerati le dimore degli antenati e sono venerati come luoghi sacri e, come tali, sono mantenuti dai consigli degli anziani. Il sito è iscritto come testimonianza unica di una tradizione culturale e per il suo legame diretto con una tradizione viva. |
|      | Sistema lacustre del Kenya nella Great Rift Valley | Contea di Baringo, Contea di Nakuru                                                           | Naturale (1060; vii, ix, x)   | 2011       | Il sistema lacustre del Kenya nella Great Rift Valley, un sito naturale di straordinaria bellezza, comprende tre laghi relativamente poco profondi collegati tra loro (Lago Bogoria, Lago Nakuru e Lago Elmenteita) e copre un'area totale di 32 034 ettari. Il sito ospita 13 specie di uccelli minacciate a livello globale e alcune delle più alte diversità di uccelli del mondo. È il luogo di nutrimento più importante al mondo per il fenicottero minore e un importante terreno di nidificazione e riproduzione per i pellicani bianchi maggiori. Il sito ospita notevoli popolazioni di mammiferi, tra cui rinoceronte nero, giraffa di Rothschild, kudu maggiore, leone, ghepardo e licaone ed è prezioso per lo studio di processi ecologici di grande importanza. |
|      | Forte Jesus, Mombasa                               | Mombasa                                                                                       | Culturale (1295; ii, iv)      | 2011       | Il Forte, costruito dai portoghesi nel 1593-1596 su progetto di Giovanni Battista Cairati a protezione del porto di Mombasa, è uno degli esempi più notevoli e ben conservati di fortificazione militare portoghese del XVI secolo e un punto di riferimento nella storia di questo tipo di costruzione. La disposizione e la forma del Forte riflettevano l'ideale rinascimentale secondo cui nel corpo umano si ritrovano proporzioni perfette e armonia geometrica. Il sito si estende su una superficie di 2,36 ettari e comprende il fossato del forte e gli immediati dintorni. |
|      | Sito archeologico di Thimlich Ohinga               | Contea di Migori                                                                              | Culturale (1450; iii, iv, v)  | 2018       | Situato a nord-ovest della città di Migori, nella regione del Lago Vittoria, questo insediamento con muri a secco fu probabilmente costruito nel XVI secolo d.C. L'Ohinga (cioè l'insediamento) sembra essere servito da forte per comunità e bestiame, ma ha anche definito entità sociali e relazioni legate al lignaggio. Thimlich Ohinga è il più grande e meglio conservato di questi recinti tradizionali. È un esempio eccezionale della tradizione dei massicci recinti murati in pietra a secco, tipica delle prime comunità pastorali nel bacino del Lago Vittoria, che persiste dal XVI alla metà del XX secolo. |
|      | Città storica e sito archeologico di Gedi          | Gede                                                                                          | Culturale (1720; ii, iii, iv) | 12/02/2010 | Circondata da un residuo di foresta costiera, lontano dalla costa, la città abbandonata di Gedi fu una delle città swahili più importanti della costa dell'Africa orientale dal X al XVII secolo. Durante questo periodo faceva parte di una complessa rete internazionale di scambi commerciali e culturali che attraversava l'Oceano Indiano, collegando i centri costieri africani con la Persia e altre aree. L'opulento insediamento è chiaramente delineato da mura e presenta resti di architettura domestica, religiosa e civica e un sofisticato sistema di gestione dell'acqua. Rappresenta fortemente le caratteristiche dell'architettura e dell'urbanistica swahili, utilizzando materiali come il corallo frantumato, la malta di corallo e terra e il legno. |

## Siti candidati
| Foto | Sito                                                                                                 | Luogo                                                                                               | Tipo                            | Anno       | Descrizione |
| ---- | --- | --------------------------------------------------------------------------------------------------- | ------------------------------- | ---------- | --- |
|      | Città vecchia di Mombasa                                                                             | Mombasa                                                                                             | Culturale (883; i, ii, iii, iv) | 26/06/1997 | La città vecchia di Mombasa, dove si trova la maggior parte del patrimonio della seconda città più grande del Kenya, è un'area di circa 72 ettari, abitata da un gruppo riccamente diversificato di comunità: locali, arabi, asiatici, portoghesi e britannici che coesistono da centinaia di anni. Le varie attività sociali, politiche, religiose ed economiche di questi gruppi hanno creato un carattere e una cultura distinti che insieme hanno definito questo centro storico. |
|      | Parco nazionale del Lago Nakuru                                                                      | Contea di Nakuru                                                                                    | Naturale (1344)                 | 16/08/1999 | Il Parco nazionale del Lago Nakuru è dominato da un terreno dolcemente ondulato con macchia aperta e boschi, tipico della vegetazione secca della Rift Valley. Il 27% del parco è composto dalle acque del lago Nakuru che copre 49 ettari (9 km di lunghezza e 5,5 km di larghezza massima) ad un'altitudine di 1758 m slm. L'area intorno al lago è adibita esclusivamente alla conservazione della fauna selvatica mentre i terreni del bacino idrografico sono utilizzati in modo intensivo per l'agricoltura, la silvicoltura e l'allevamento. |
|      | Lago Naivasha                                                                                        | Contea di Nakuru                                                                                    | Naturale (1345)                 | 16/08/1999 | Si ritiene che circa 6 000-13 000 anni fa il lago Naivasha facesse parte di un lago molto più grande che comprendeva gli attuali laghi Elmenteita e Nakuru e scaricava le proprie acque lungo la Rift Valley verso sud. Il lago di acqua dolce ha un bacino idrografico di 2 378 km². Diversi corsi d'acqua temporanei scendono dai pendii boscosi della cresta di Oldoinyo opuru e si estendono verso est dalla scarpata Mau attraverso la valle a nord del lago. L'approvvigionamento idrico principale del lago proviene dai Monti Aberdare. Il lago Naivasha è gestito dai proprietari locali nell'ambito della Lake Naivasha Riparian Association formata nel 1934. Il lago offre habitat diversi per una varietà di mammiferi, uccelli e pesci (tilapia, Micropterus e gamberi di fiume). |
|      | Riserva nazionale del Lago Bogoria                                                                   | Contea di Baringo                                                                                   | Naturale (1346)                 | 16/08/1999 | La riserva nazionale del lago Bogoria copre 107 km² all'interno di un bacino idrografico che forma le aree aride e semiaride del Kenya settentrionale. Il lago ospita un gran numero di fenicotteri e in alcune occasioni si possono trovare fino a 2 milioni di esemplari che si nutrono nel lago. Il lago non presenta macrofite ma la sua flora fitoplanctonica è dominata dalla Spirulina platensis, che è dominante in gran parte del lago. |
|      | Complesso insulare di Mfangano-Rusinga                                                               | Contea di Homa Bay                                                                                  | Culturale (5502; iii, vi)       | 12/02/2010 | Il complesso insulare di Mfangano-Rusinga si trova nel lago Vittoria. Gli abitanti sono il popolo Abasuba, una sottotribù Bantu dell'Africa orientale che è stata ampiamente influenzata culturalmente dai Luo attraverso l'interazione e i matrimoni misti. L'isola di Mfangano offriva rifugio ai gruppi che furono conquistati sulla terraferma dai più popolosi popoli Luo. L'isola di Mfangano è nota per i suoi antichi siti di arte rupestre e per i luoghi sacri. L'isola di Rusinga è ricca di fossili e del teschio del Proconsul africanus trovato qui dall'antropologa Mary Leakey; questa scimmia antropoide visse sull'isola tre milioni di anni fa. |
|      | Great Rift Valley africana - Il sistema di irrigazione a solchi della scarpata Marakwet              | Contea di Elgeyo-Marakwet                                                                           | Culturale (5503; iii, iv, v)    | 12/02/2010 | I solchi si trovano sulla scarpata Marakwet nella valle del Kerio. Il fondovalle, situato a 1200 metri di altitudine, è attraversato dal fiume Kerio che scorre a nord verso il lago Turkana. La scarpata Marakwet sorge a circa 1500 metri sopra il fondovalle. I torrenti che scendono dalla scarpata Marakwet forniscono acqua ai solchi di irrigazione. L'arte di utilizzare i solchi d'acqua per l'irrigazione è antica per i Marakwet: risale alla loro iniziale occupazione dell'area nella valle del Kerio. |
|      | Great Rift Valley africana - Sito preistorico di Olorgesailie                                        | Contea di Kajiado                                                                                   | Misto (5505; iii, viii)         | 12/02/2010 | Olorgesailie ha importanti prove che riguardano le abitudini e le attività dei primi popoli preistorici della cultura dell'ascia a mano. Il sito ha la più alta concentrazione di asce probabilmente rispetto a qualsiasi altro posto al mondo. Olorgesailie ha ottimamente conservato prove biologiche e culturali sull'evoluzione dell'uomo. Gli strumenti umani sono il più importante di tutti i fossili nell'area e il loro accumulo mostra la presenza di veri e propri accampamenti dei primi uomini. |
|      | Monti Aberdare                                                                                       | Contea di Kiambu, Contea di Nyandarua, Contea di Nyeri                                              | Naturale (5506; vii, ix)        | 12/02/2010 | I monti Aberdare (o Nyandarua) sono una catena vulcanica isolata che forma la parete più orientale della Great Rift Valley, a est dell'altopiano di Kinangop/Laikipia. Ci sono due vette principali, Oldoinyo Lesatima (3 999 m) a nord e Kinangop (3 906 m) a sud, separate da una lunga "sella" sopra i 3 000 m. La piccola cima del Kipipiri (3 349 m) fiancheggia la catena principale a ovest, collegata ad essa da una valle in passato boscosa a circa 2700 m. Profondi burroni tagliano i pendii boscosi orientali e occidentali e ci sono molti limpidi ruscelli e cascate. Il parco è rinomato per le sue cascate torrenziali che si tuffano avvolte dalle nuvole da altissimi burroni pieni di spruzzi.                                                                              |
|      | Foreste costiere dell'arco orientale (foresta di Arabuko-Sokoke e riserva nazionale di Shimba Hills) | Contea di Kilifi, Contea di Kwale                                                                   | Naturale (5507; x)              | 12/02/2010 | La riserva forestale e il parco nazionale di Arabuko-Sokoke e la riserva nazionale delle colline di Shimba insieme ospitano le più grandi foreste costiere dell'Africa orientale, entrambi i siti sono importanti per la conservazione degli uccelli e sono elencati come uno dei venticinque hotspot di biodiversità nel mondo. I siti dovrebbero quindi essere proposti per la nomina in serie con altre foreste costiere dell'arco orientale africano. |
|      | Foresta di Kakamega                                                                                  | Contea di Kakamega, Contea di Nandi                                                                 | Naturale (5508; vii, ix, x)     | 12/02/2010 | La foresta di Kakamega è una foresta pluviale tropicale di media quota, la propaggine più orientale delle foreste del bacino del Congo. Le sue affinità con l'Africa occidentale sono uniche in Kenya e la foresta contiene molte specie che non si trovano in nessun'altra parte del paese. La foresta si trova nel bacino idrografico del Lago Vittoria, appena a est della scarpata di Nandi che forma il confine degli altopiani centrali. |
|      | Area di conservazione di Meru                                                                        | Contea di Isiolo, Contea di Kitui, Contea di Meru, Contea di Tana River                             | Naturale (5509; ix, x)          | 12/02/2010 | L'Area di conservazione di Meru si trova nel Centro regionale di endemismo Somali-Maasai, un'area di circa 1,87 milioni di chilometri quadrati, che si estende dalla Somalia nord-orientale alla Tanzania nord-orientale e comprende gran parte del Kenya nord-orientale, del Sudan del Sud orientale, parti dell'Etiopia e dell'Uganda nord-orientale. L'Area di conservazione è un complesso di aree protette lungo il fiume Tana che comprende le adiacenti riserve nazionali di Bisanadi e Mwingi, il Parco nazionale di Kora e il Parco nazionale di Meru. |
|      | Great Rift Valley africana - Parco nazionale di Hell's Gate                                          | Contea di Nakuru                                                                                    | Naturale (5511; viii)           | 12/02/2010 | Il Parco nazionale di Hell's Gate è un parco situato tra il lago Naivasha e i vulcani Longonot e Suswa. È ricoperto dalle ceneri dell'eruzione del Longonot avvenuta 100 anni fa, il parco è famoso per la sua centrale geotermica, la Gola inferiore e gli scenari spettacolari (falesie, gole vulcaniche, vapore geotermico). |
|      | Great Rift Valley africana - Masai Mara                                                              | Contea di Narok                                                                                     | Misto (5512; v, vii, x)         | 12/02/2010 | Il sito confina con il Parco nazionale del Serengeti lungo il confine tra il Kenya e la Tanzania ed è considerato parte dello stesso ecosistema. La Riserva nazionale è l'area protetta più visitata del Kenya, famosa nel mondo per la sua alta densità di erbivori e predatori, e per le migrazioni annuali dello gnu, Connochaetes taurinus. È caratterizzato da un'ampia vallata e da una imponente scarpata che appare nebbiosa in lontananza. |
|      | Great Rift Valley africana - Sistema dei laghi del Kenya                                             | Contea di Baringo, Contea di Nakuru                                                                 | Naturale (5513; vii, ix, x)     | 12/02/2010 | Il Sistema dei laghi del Kenya è costituito da tre laghi separati ma geologicamente ed ecologicamente correlati. I laghi sono il lago Elmenteita (6 300 ha), il lago Nakuru (18 800 ha) e il lago Bogoria (10 700 ha) che si trovano tutti in bacini sul fondo della Great Rift Valley. Tutti e tre i laghi sono poco profondi, alcalini e sono collegati idrogeologicamente attraverso infiltrazioni d'acqua sotto la superficie. L'alcalinità favorisce l'abbondante crescita dell'alga verde (Spirulina platensis) che è il cibo dei fenicotteri minori che si radunano nei tre laghi in gran numero. |
|      | Complesso del delta e delle foreste del Tana                                                         | Contea di Garissa, Contea di Lamu, Contea di Tana River                                             | Naturale (5514; ix, x)          | 12/02/2010 | Il delta del Tana e le foreste del Tana, che includono le foreste di Boni, Dodori e Lunghi, la foresta del basso Tana e la foresta di Lango ya Samba Witu, forniscono un ecosistema unico che è il limite settentrionale dell'hotspot di biodiversità delle foreste montane e costiere dell'arco orientale. Quest'area è costituita da diverse aree protette che possono comporre un sito seriale. |
|      | Parchi dello Tsavo e complesso delle colline Chyulu                                                  | Contea di Kajiado, Contea di Kitui, Contea di Makueni, Contea di Taita-Taveta, Contea di Tana River | Naturale (5515; ix, x)          | 12/02/2010 | Questo vasto Parco nazionale della savana si trova in una terra bassa e semiarida all'estremità orientale dell'altopiano interno. Il complesso di parchi ospita la più grande popolazione di elefanti africani stimata in oltre 14 000 animali. Il complesso della grotta di Kisula trovato nelle colline Chyulu comprende vaste colate laviche che hanno creato alcuni crateri e colline spettacolari e comprende quella che attualmente è considerata la seconda grotta di lava più grande del mondo. |